# Delegati dall'Ohio al Congresso degli Stati Uniti d'America

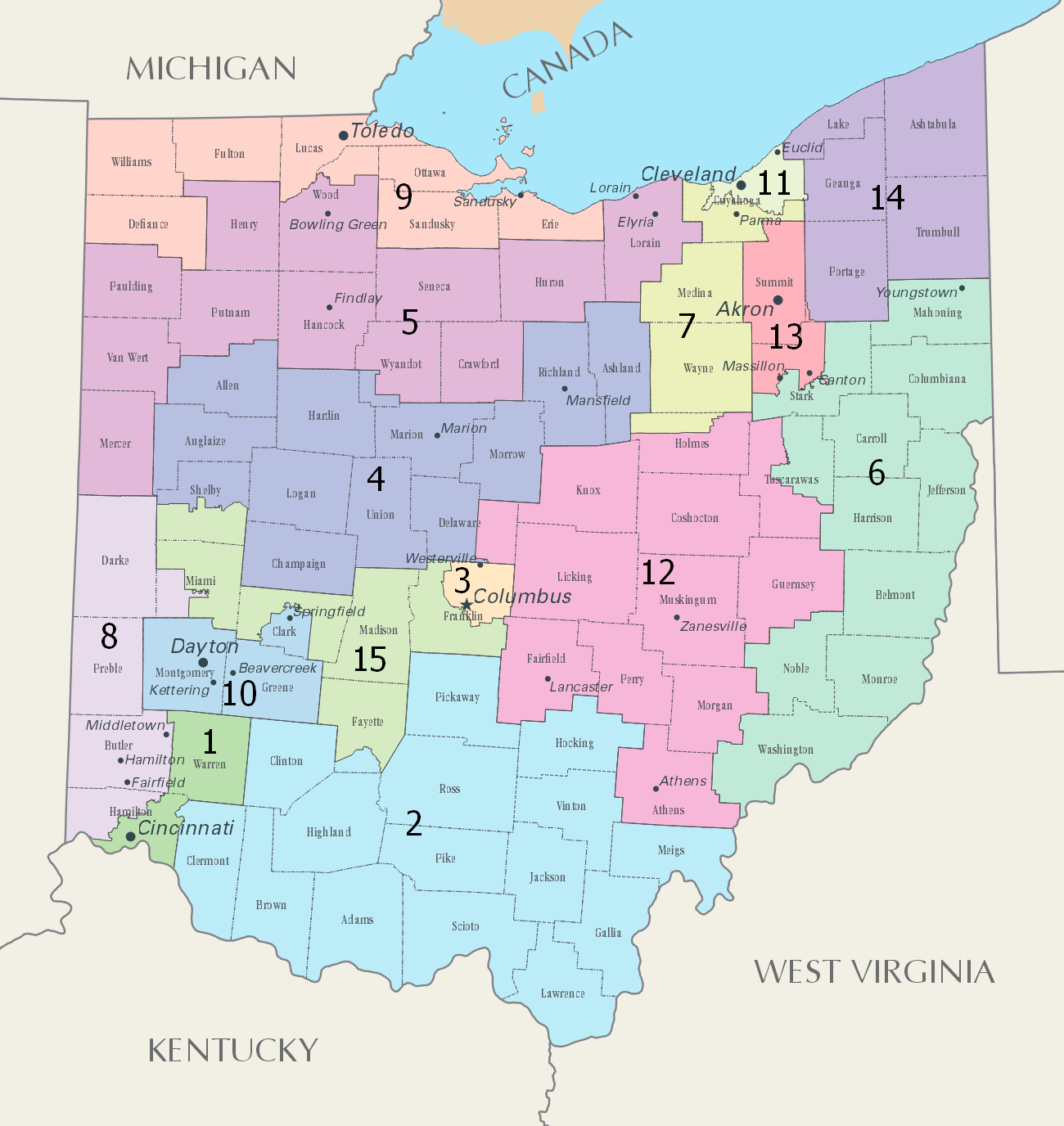
Distretti del Ohio dal 2023

Sin dall'ammissione all'Unione come stato, avvenuta nel 1803, l'Ohio è rappresentato al Congresso degli Stati Uniti da una delegazione al Senato e alla Camera dei rappresentanti. Ogni stato elegge due senatori con mandati di sei anni, a prescindere dalla popolazione dello stato; quelli dell'Ohio appartengono alle classi 1 e 3. Elegge inoltre un numero di rappresentanti alla Camera in numero proporzionale alla popolazione, ogni due anni; è attualmente rappresentato alla Camera dei rappresentanti da 15 delegati, eletti in distretti uninominali con il sistema first-past-the-post.
Essendo il numero dei rappresentanti proporzionale alla popolazione dello stato, la rappresentanza alla Camera è variata nel corso della storia dello stato, da un minimo di uno ad un massimo di 24 rappresentanti. L'ultimo censimento del 2020 ha comportato la perdita di un rappresentante, portando il totale a 15, dopo che il censimento del 2010 aveva portato alla perdita di altri due rappresentanti.

## Camera dei rappresentanti

### Delegati attuali
La delegazione alla camera dei rappresentanti ha un totale di 15 membri in carica, 10 repubblicani e 5 democratici.
| Distretto | Rappresentante  | Partito      | CPVI (2025) | Inizio mandato   | Mappa del distretto |
| --------- | --------------- | ------------ | ----------- | ---------------- | ------------------- |
| 1°        | Greg Landsman   | Democratico  | D+3         | 3 gennaio 2023   |                     |
| 2°        | David Taylor    | Repubblicano | R+24        | 3 gennaio 2015   |                     |
| 3°        | Joyce Beatty    | Democratico  | D+21        | 3 gennaio 2013   |                     |
| 4°        | Jim Jordan      | Repubblicano | R+18        | 3 gennaio 2007   |                     |
| 5°        | Bob Latta       | Repubblicano | R+14        | 11 dicembre 2007 |                     |
| 6°        | Michael Rulli   | Repubblicano | R+16        | 11 giugno 2024   |                     |
| 7°        | Max Miller      | Repubblicano | R+5         | 3 gennaio 2023   |                     |
| 8°        | Warren Davidson | Repubblicano | R+12        | 7 giugno 2016    |                     |
| 9°        | Marcy Kaptur    | Democratico  | R+3         | 3 gennaio 1983   |                     |
| 10°       | Mike Turner     | Repubblicano | R+3         | 3 gennaio 2003   |                     |
| 11°       | Shontel Brown   | Democratico  | D+28        | 4 novembre 2021  |                     |
| 12°       | Troy Balderson  | Repubblicano | R+16        | 5 settembre 2018 |                     |
| 13°       | Emilia Sykes    | Democratico  | EVEN        | 3 gennaio 2013   |                     |
| 14°       | David Joyce     | Repubblicano | R+9         | 3 gennaio 2013   |                     |
| 15°       | Mike Carey      | Repubblicano | R+4         | 4 novembre 2021  |                     |

## Senato degli Stati Uniti d'America
| Senatore                   | Congresso              | Senatore                                   |
| Classe 1                   | Congresso              | Classe 3                                   |
| -------------------------- | ---------------------- | ------------------------------------------ |
| John Smith (D-R)           | 8                      | Thomas Worthington (D-R)                   |
| John Smith (D-R)           | 9                      | Thomas Worthington (D-R)                   |
| Return J. Meigs, Jr. (D-R) | 10                     | Edward Tiffin (D-R)                        |
| Return J. Meigs, Jr. (D-R) | 11                     | Stanley Griswold (D-R)                     |
| Thomas Worthington (D-R)   | 12                     | Alexander Campbell (D-R)                   |
| Joseph Kerr (D-R)          | 13                     | Jeremiah Morrow (D-R)                      |
| Benjamin Ruggles (D-R)     | 14                     | Jeremiah Morrow (D-R)                      |
| Benjamin Ruggles (D-R)     | 15                     | Jeremiah Morrow (D-R)                      |
| Benjamin Ruggles (D-R)     | 16                     | William A. Trimble (D-R)                   |
| Benjamin Ruggles (D-R)     | 17                     | William A. Trimble (D-R)                   |
| Benjamin Ruggles (D-R)     | 18                     | Ethan Allen Brown (D-R)                    |
| Benjamin Ruggles (Anti-J)  | 19                     | William Henry Harrison (Anti-J)            |
| Benjamin Ruggles (Anti-J)  | 20                     | William Henry Harrison (Anti-J)            |
| Benjamin Ruggles (Anti-J)  | 21                     | Jacob Burnet (Anti-J)                      |
| Benjamin Ruggles (Anti-J)  | 22                     | Thomas Ewing (Anti-J)                      |
| Thomas Morris (J)          | 23                     | Thomas Ewing (Anti-J)                      |
| Thomas Morris (J)          | 24                     | Thomas Ewing (Anti-J)                      |
| Thomas Morris (D)          | 25                     | William Allen (D)                          |
| Benjamin Tappan (D)        | 26                     | William Allen (D)                          |
| Benjamin Tappan (D)        | 27                     | William Allen (D)                          |
| Benjamin Tappan (D)        | 28                     | William Allen (D)                          |
| Thomas Corwin (W)          | 29                     | William Allen (D)                          |
| Thomas Corwin (W)          | 30                     | William Allen (D)                          |
| Thomas Corwin (W)          | 31                     | Salmon P. Chase (FS)                       |
| Thomas Ewing (W)           | 31                     | Salmon P. Chase (FS)                       |
| Benjamin Wade (W)          | 32                     | Salmon P. Chase (FS)                       |
| Benjamin Wade (W)          | 33                     | Salmon P. Chase (FS)                       |
| Benjamin Wade (R)          | 34                     | George E. Pugh (D)                         |
| Benjamin Wade (R)          | 35                     | George E. Pugh (D)                         |
| Benjamin Wade (R)          | 36                     | George E. Pugh (D)                         |
| Benjamin Wade (R)          | 37                     | Salmon P. Chase (R)                        |
| Benjamin Wade (R)          | 38                     | John Sherman (R)                           |
| Benjamin Wade (R)          | 39                     | John Sherman (R)                           |
| Benjamin Wade (R)          | 40                     | John Sherman (R)                           |
| Allen G. Thurman (D)       | 41                     | John Sherman (R)                           |
| Allen G. Thurman (D)       | 42                     | John Sherman (R)                           |
| Allen G. Thurman (D)       | 43                     | John Sherman (R)                           |
| Allen G. Thurman (D)       | 44                     | John Sherman (R)                           |
| Allen G. Thurman (D)       | 45                     | Stanley Matthews (R)                       |
| Allen G. Thurman (D)       | 46                     | George H. Pendleton (D)                    |
| John Sherman (R)           | 47                     | George H. Pendleton (D)                    |
| John Sherman (R)           | 48                     | George H. Pendleton (D)                    |
| John Sherman (R)           | 49                     | Henry B. Payne (D)                         |
| John Sherman (R)           | 50                     | Henry B. Payne (D)                         |
| John Sherman (R)           | 51                     | Henry B. Payne (D)                         |
| John Sherman (R)           | 52                     | Calvin S. Brice (D)                        |
| John Sherman (R)           | 53                     | Calvin S. Brice (D)                        |
| John Sherman (R)           | 54                     | Calvin S. Brice (D)                        |
| John Sherman (R)           | 55                     | Joseph B. Foraker (R)                      |
| Mark Hanna (R)             | 55                     | Joseph B. Foraker (R)                      |
| 56                         |                        | Joseph B. Foraker (R)                      |
| 57                         |                        | Joseph B. Foraker (R)                      |
| 58                         |                        | Joseph B. Foraker (R)                      |
| Charles W. F. Dick (R)     |                        | Joseph B. Foraker (R)                      |
| 59                         |                        | Joseph B. Foraker (R)                      |
| 60                         |                        | Joseph B. Foraker (R)                      |
| 61                         | Theodore E. Burton (R) |                                            |
| Atlee Pomerene (D)         | Theodore E. Burton (R) | 62                                         |
| Atlee Pomerene (D)         | Theodore E. Burton (R) | 63                                         |
| Atlee Pomerene (D)         | 64                     | Warren G. Harding (R)                      |
| Atlee Pomerene (D)         | 65                     | Warren G. Harding (R)                      |
| Atlee Pomerene (D)         | 66                     | Warren G. Harding (R)                      |
| Atlee Pomerene (D)         | 67                     | Frank B. Willis (R)                        |
| Simeon D. Fess (R)         | 68                     | Frank B. Willis (R)                        |
| Simeon D. Fess (R)         | 69                     | Frank B. Willis (R)                        |
| Simeon D. Fess (R)         | 70                     | Cyrus Locher (D)                           |
| Simeon D. Fess (R)         | 71                     | Roscoe C. McCulloch Theodore E. Burton (R) |
| Simeon D. Fess (R)         | 72                     | Robert J. Bulkley (D)                      |
| Simeon D. Fess (R)         | 73                     | Robert J. Bulkley (D)                      |
| A. Victor Donahey (D)      | 74                     | Robert J. Bulkley (D)                      |
| A. Victor Donahey (D)      | 75                     | Robert J. Bulkley (D)                      |
| A. Victor Donahey (D)      | 76                     | Robert Alphonso Taft (R)                   |
| Harold H. Burton (R)       | 77                     | Robert Alphonso Taft (R)                   |
| Harold H. Burton (R)       | 78                     | Robert Alphonso Taft (R)                   |
| Harold H. Burton (R)       | 79                     | Robert Alphonso Taft (R)                   |
| James W. Huffman (D)       |                        | Robert Alphonso Taft (R)                   |
| Kingsley A. Taft (R)       |                        | Robert Alphonso Taft (R)                   |
| John W. Bricker (R)        | 80                     | Robert Alphonso Taft (R)                   |
| John W. Bricker (R)        | 81                     | Robert Alphonso Taft (R)                   |
| John W. Bricker (R)        | 82                     | Robert Alphonso Taft (R)                   |
| John W. Bricker (R)        | 83                     | Thomas A. Burke (D)                        |
| John W. Bricker (R)        | 84                     | George H. Bender (R)                       |
| John W. Bricker (R)        | 85                     | Frank J. Lausche (D)                       |
| Stephen M. Young (D)       | 86                     | Frank J. Lausche (D)                       |
| Stephen M. Young (D)       | 87                     | Frank J. Lausche (D)                       |
| Stephen M. Young (D)       | 88                     | Frank J. Lausche (D)                       |
| Stephen M. Young (D)       | 89                     | Frank J. Lausche (D)                       |
| Stephen M. Young (D)       | 90                     | Frank J. Lausche (D)                       |
| Stephen M. Young (D)       | 91                     | William B. Saxbe (R)                       |
| Robert Taft, Jr. (R)       | 92                     | William B. Saxbe (R)                       |
| Robert Taft, Jr. (R)       | 93                     | William B. Saxbe (R)                       |
| Robert Taft, Jr. (R)       | Howard Metzenbaum (D)  |                                            |
| Robert Taft, Jr. (R)       | 94                     | John Glenn (D)                             |
| Howard Metzenbaum (D)      | 94                     | John Glenn (D)                             |
| 95                         |                        | John Glenn (D)                             |
| 96                         |                        | John Glenn (D)                             |
| 97                         |                        | John Glenn (D)                             |
| 98                         |                        | John Glenn (D)                             |
| 99                         |                        | John Glenn (D)                             |
| 100                        |                        | John Glenn (D)                             |
| 101                        |                        | John Glenn (D)                             |
| 102                        |                        | John Glenn (D)                             |
| 103                        |                        | John Glenn (D)                             |
| Mike DeWine (R)            | 104                    | John Glenn (D)                             |
| Mike DeWine (R)            | 105                    | John Glenn (D)                             |
| Mike DeWine (R)            | 106                    | George Voinovich (R)                       |
| Mike DeWine (R)            | 107                    | George Voinovich (R)                       |
| Mike DeWine (R)            | 108                    | George Voinovich (R)                       |
| Mike DeWine (R)            | 109                    | George Voinovich (R)                       |
| Sherrod Brown (D)          | 110                    | George Voinovich (R)                       |
| Sherrod Brown (D)          | 111                    | George Voinovich (R)                       |
| Sherrod Brown (D)          | 112                    | Rob Portman (R)                            |
| Sherrod Brown (D)          | 113                    | Rob Portman (R)                            |
| Sherrod Brown (D)          | 114                    | Rob Portman (R)                            |
| Sherrod Brown (D)          | 115                    | Rob Portman (R)                            |
| Sherrod Brown (D)          | 116                    | Rob Portman (R)                            |
| Sherrod Brown (D)          | 117                    | Rob Portman (R)                            |
| Sherrod Brown (D)          | 118                    | J. D. Vance (R)                            |
| Bernie Moreno (R)          | 119                    | Jon Husted (R)                             |